# کلمان پاریس
کلمان پاریس (فرانسوی: Clément Parisse‎؛ زادهٔ ۶ ژوئیهٔ ۱۹۹۳) اسکی‌باز صحرانوردی اهل فرانسه است.